# Championnat d'Europe masculin de water-polo 2022
Cet article traite de l'épreuve masculine. Pour la compétition féminine, voir Championnat d'Europe féminin de water-polo 2022.
Navigation
Budapest 2020 Dubrovnik/Zagreb 2024
Le Championnat d'Europe de masculin water-polo 2022 est la trente-cinquième édition du Championnat d'Europe masculin de water-polo, compétition organisée par la Ligue européenne de natation (LEN) et rassemblant les meilleures équipes masculines européennes. Il se déroule à la Spaladium Arena de Split, en Croatie, du 29 août au 10 septembre 2022.

## Acteurs du tournoi

### Équipes qualifiées
| Compétition               | Date               | Lieu      | Places | Qualifiés                                                         |
| ------------------------- | ------------------ | --------- | ------ | ----------------------------------------------------------------- |
| Pays organisateur         | 28 août 2020       | -         | 1      | Croatie                                                           |
| Championnat d'Europe 2020 | 14-16 janvier 2020 | Budapest  | 6      | Espagne Grèce Hongrie Italie Monténégro Russie Serbie             |
| Qualifications            | 17-20 février 2022 | Multiples | 8      | Allemagne France Géorgie Israël Malte Pays-Bas Roumanie Slovaquie |
| Wild Card                 | 20 février 2022    |           | 1      | Slovénie                                                          |
| Total                     |                    |           | 16     |                                                                   |

### Tirage au sort
Le tirage au sort de la phase finale de l'Euro 2022 a lieu le 23 avril 2022 à Budapest.
| Pot 1      | Pot 2  | Pot 3    | Pot 4     |
| ---------- | ------ | -------- | --------- |
| Hongrie    | Serbie | France   | Allemagne |
| Espagne    | Italie | Géorgie  | Slovaquie |
| Monténégro | Grèce  | Roumanie | Malte     |
| Croatie    |        | Pays-Bas | Israël    |
|            |        |          | Slovénie  |

## Premier tour

### Groupe A
| Rang | Équipe     | Pts | J | G | N | P | Bp | Bc | Diff |
| ---- | ---------- | --- | - | - | - | - | -- | -- | ---- |
| 1    | Italie     | 9   | 3 | 3 | 0 | 0 | 52 | 25 | +27  |
| 2    | Monténégro | 6   | 3 | 2 | 0 | 1 | 40 | 34 | +6   |
| 3    | Géorgie    | 3   | 3 | 1 | 0 | 2 | 35 | 43 | -8   |
| 4    | Slovaquie  | 0   | 3 | 0 | 0 | 3 | 30 | 55 | -25  |

### Groupe B
| Rang | Équipe  | Pts | J | G | N | P | Bp | Bc | Diff |
| ---- | ------- | --- | - | - | - | - | -- | -- | ---- |
| 1    | Croatie | 7   | 3 | 2 | 1 | 0 | 37 | 17 | +20  |
| 2    | Grèce   | 5   | 3 | 1 | 2 | 0 | 42 | 13 | +29  |
| 3    | France  | 4   | 3 | 1 | 1 | 1 | 34 | 33 | +1   |
| 4    | Malte   | 0   | 3 | 0 | 0 | 3 | 19 | 59 | -40  |

### Groupe C
| Rang | Équipe    | Pts | J | G | N | P | Bp | Bc | Diff |
| ---- | --------- | --- | - | - | - | - | -- | -- | ---- |
| 1    | Espagne   | 9   | 3 | 3 | 0 | 0 | 44 | 25 | +19  |
| 2    | Pays-Bas  | 4   | 3 | 1 | 1 | 1 | 35 | 29 | +6   |
| 3    | Roumanie  | 4   | 3 | 1 | 1 | 1 | 32 | 32 | 0    |
| 4    | Allemagne | 0   | 3 | 0 | 0 | 3 | 16 | 41 | -25  |

### Groupe D
| Rang | Équipe   | Pts | J | G | N | P | Bp | Bc | Diff |
| ---- | -------- | --- | - | - | - | - | -- | -- | ---- |
| 1    | Hongrie  | 9   | 3 | 3 | 0 | 0 | 62 | 18 | +44  |
| 2    | Serbie   | 6   | 3 | 2 | 0 | 1 | 42 | 25 | +17  |
| 3    | Israël   | 3   | 3 | 1 | 0 | 2 | 16 | 46 | -30  |
| 4    | Slovénie | 0   | 3 | 0 | 0 | 3 | 18 | 49 | -31  |

## Phase finale
|  | Huitièmes de finale | Huitièmes de finale |                        |             | Quarts de finale | Quarts de finale |   |  | Demi-finales | Demi-finales |  |  | Finale       | Finale       |
|  | ------------------- | ------------------- | ---------------------- | ----------- | ---------------- | ---------------- | - |  | ------------ | ------------ |  |  | ------------ | ------------ |
|  |                     |                     |                        |             |                  |                  |   |  |              |              |  |  |              |              |
|  |                     |                     |                        |             | 6 septembre      | 6 septembre      |   |  | 8 septembre  | 8 septembre  |  |  | 10 septembre | 10 septembre |
|  |                     |                     |                        |             | 6 septembre      | 6 septembre      |   |  | 8 septembre  | 8 septembre  |  |  | 10 septembre | 10 septembre |
|  |                     |                     |                        |             | 6 septembre      | 6 septembre      |   |  | 8 septembre  | 8 septembre  |  |  | 10 septembre | 10 septembre |
|  |                     |                     |                        |             | 6 septembre      | 6 septembre      |   |  | 8 septembre  | 8 septembre  |  |  | 10 septembre | 10 septembre |
|  |                     |                     |                        |             | 6 septembre      | 6 septembre      |   |  | 8 septembre  | 8 septembre  |  |  | 10 septembre | 10 septembre |
|  |                     | [D1] Hongrie        | 11                     |             |                  |                  |   |  | 8 septembre  | 8 septembre  |  |  | 10 septembre | 10 septembre |
|  | 4 septembre         | [D1] Hongrie        | 11                     |             |                  |                  |   |  | 8 septembre  | 8 septembre  |  |  | 10 septembre | 10 septembre |
|  |                     | [A2] Monténégro     | 8                      |             |                  |                  |   |  | 8 septembre  | 8 septembre  |  |  | 10 septembre | 10 septembre |
|  | [A2] Monténégro     | [A2] Monténégro     | 8                      | 13          |                  |                  |   |  | 8 septembre  | 8 septembre  |  |  | 10 septembre | 10 septembre |
|  | [A2] Monténégro     | 6 septembre         |                        | 13          |                  |                  |   |  | 8 septembre  | 8 septembre  |  |  | 10 septembre | 10 septembre |
|  | [C3] Roumanie       | 8                   |                        |             |                  |                  |   |  | 8 septembre  | 8 septembre  |  |  | 10 septembre | 10 septembre |
|  | [C3] Roumanie       | 8                   |                        | Hongrie     | 10               |                  |   |  |              |              |  |  | 10 septembre | 10 septembre |
|  |                     |                     |                        | Hongrie     | 10               |                  |   |  |              |              |  |  | 10 septembre | 10 septembre |
|  |                     |                     | Espagne                | 8           |                  |                  |   |  |              |              |  |  | 10 septembre | 10 septembre |
|  |                     |                     | Espagne                | 8           |                  |                  |   |  |              |              |  |  | 10 septembre | 10 septembre |
|  | 8 septembre         |                     |                        |             |                  |                  |   |  |              |              |  |  | 10 septembre | 10 septembre |
|  |                     |                     |                        |             |                  |                  |   |  |              |              |  |  | 10 septembre | 10 septembre |
|  |                     | [C1] Espagne        | 9                      |             |                  |                  |   |  |              |              |  |  | 10 septembre | 10 septembre |
|  | 4 septembre         | [C1] Espagne        | 9                      |             |                  |                  |   |  |              |              |  |  | 10 septembre | 10 septembre |
|  |                     | [B2] Grèce          | 5                      |             |                  |                  |   |  |              |              |  |  | 10 septembre | 10 septembre |
|  | [B2] Grèce          | [B2] Grèce          | 5                      | 22          |                  |                  |   |  |              |              |  |  | 10 septembre | 10 septembre |
|  | [B2] Grèce          | 6 septembre         |                        | 22          |                  |                  |   |  |              |              |  |  | 10 septembre | 10 septembre |
|  | [D3] Israël         | 9                   |                        |             |                  |                  |   |  |              |              |  |  | 10 septembre | 10 septembre |
|  | [D3] Israël         | 9                   |                        | Hongrie     | 9                |                  |   |  |              |              |  |  |              |              |
|  |                     |                     |                        | Hongrie     | 9                |                  |   |  |              |              |  |  |              |              |
|  |                     | Croatie             | 10                     |             |                  |                  |   |  |              |              |  |  |              |              |
|  |                     | Croatie             | 10                     |             |                  |                  |   |  |              |              |  |  |              |              |
|  |                     |                     |                        |             |                  |                  |   |  |              |              |  |  |              |              |
|  |                     |                     |                        |             |                  |                  |   |  |              |              |  |  |              |              |
|  | [A1] Italie         | 16                  |                        |             |                  |                  |   |  |              |              |  |  |              |              |
|  | [A1] Italie         | 16                  | 4 septembre            |             |                  |                  |   |  |              |              |  |  |              |              |
|  |                     | [D2] France         | 8                      |             |                  |                  |   |  |              |              |  |  |              |              |
|  | [B3] France         | [D2] France         | 8                      | 10          |                  |                  |   |  |              |              |  |  |              |              |
|  | [B3] France         | 6 septembre         |                        | 10          |                  |                  |   |  |              |              |  |  |              |              |
|  | [D2] Serbie         | 9                   |                        |             |                  |                  |   |  |              |              |  |  |              |              |
|  | [D2] Serbie         | 9                   |                        | Italie      | 10               |                  |   |  |              |              |  |  |              |              |
|  |                     |                     |                        | Italie      | 10               |                  |   |  |              |              |  |  |              |              |
|  |                     | Croatie             | 11                     |             |                  |                  |   |  |              |              |  |  |              |              |
|  |                     | Croatie             | 11                     |             |                  |                  |   |  |              |              |  |  |              |              |
|  |                     |                     |                        |             |                  |                  |   |  |              |              |  |  |              |              |
|  |                     |                     | Match pour la 3e place |             |                  |                  |   |  |              |              |  |  |              |              |
|  | [B1] Croatie        | 15                  |                        |             |                  |                  |   |  |              |              |  |  |              |              |
|  | [B1] Croatie        | 15                  | 4 septembre            | 4 septembre | 10 septembre     | 10 septembre     |   |  |              |              |  |  |              |              |
|  |                     | [C2] Géorgie        | 4 septembre            | 4 septembre | 10 septembre     | 10 septembre     | 5 |  |              |              |  |  |              |              |
|  | [A3] Géorgie        | [C2] Géorgie        | 12                     | Espagne     | 7                |                  | 5 |  |              |              |  |  |              |              |
|  | [A3] Géorgie        |                     |                        |             | 7                |                  |   |  |              |              |  |  |              |              |
|  | [C2] Pays-Bas       | 8                   |                        |             | Italie           | 6                |   |  |              |              |  |  |              |              |
|  | [C2] Pays-Bas       | 8                   |                        |             | Italie           | 6                |   |  |              |              |  |  |              |              |

## Statistiques et récompenses

### Classement
| Rang | Équipe     |
| ---- | ---------- |
| 1    | Croatie    |
| 2    | Hongrie    |
| 3    | Espagne    |
| 4    | Italie     |
| 5    | Grèce      |
| 6    | France     |
| 7    | Monténégro |
| 8    | Géorgie    |
| 9    | Serbie     |
| 10   | Roumanie   |
| 11   | Pays-Bas   |
| 12   | Israël     |
| 13   | Allemagne  |
| 14   | Malte      |
| 15   | Slovaquie  |
| 16   | Slovénie   |